# Корк
Вижте пояснителната страница за други значения на Корк.
Коркът е материал, произвеждан от кората на корковия дъб (Quercus suber) и съставен основно от суберин. Еластичността и почти пълната водонепропускливост на корка го правят особено подходящ за производство на тапи, главно за бутилки с вино. За тази цел се използва около 60% от производството на корк. Друго основно приложение на корка са плоскости, използвани в строителството. Около 50% от корка се произвежда в Португалия.
Корковите гори покриват около 2,5 милиона хектара и се намират основно в следните 7 страни: Португалия, Алжир, Испания, Мароко, Франция, Италия и Тунис.
Животът на корковото дърво е приблизително 250 – 300 години. За да му се свали първата така наречена „върджин“ кора, всяко дърво трябва да е достигнало възраст от минимум 25 години. Първият добит слой е твърд и с неправилна структура. На мястото на отделената кора започва да се образува нова за 4 – 5 години. Първият слой, снет 9 години след първоначалния добив, се нарича „вторичен“ корк и се характеризира с по-равномерна структура. Качественият корк се добива при следващите сваляния на кората, на всеки 9 до 12 години.
Някои източници твърдят, че дъбът може да осигури от 100 до 200 kg корк в течение на целия си живот, като запазва своите производствени качества около 250 години, докато други предполагат, че едно дърво може да произведе средно от 40 до 60 kg корк за една реколта.